# Michael Chabon
Michael Chabon (Washington DC, 24 de maig de 1963) és un escriptor nord-americà d'ascendència jueva. La seva novel·la The Amazing Adventures of Kavalier & Clay va ser guardonada amb el Premi Pulitzer en 2001.

## Primers anys
Fill de Robert S. Chabon, advocat i metge, i de Sharon Chabon, de professió advocada, va créixer en la localitat de Columbia a Maryland.
Chabon no va voler ser escriptor fins als deu anys, edat a la qual va escriure el seu primer relat curt amb motiu d'un exercici en el col·legi. El treball, que tenia com a protagonista a Sherlock Holmes, va rebre la nota màxima, la qual cosa va animar a Chabon a orientar la seva vocació cap a la literatura.
El divorci dels seus pares un any després marcaria posteriorment la seva obra. Per aquest motiu, temes com el divorci i la paternitat són bastant freqüents en els seus llibres. Altres temàtiques recurrents en la seva literatura són les relacionades amb els jueus nord-americans, com la integració d'aquesta comunitat en la societat i l'antisemitisme. Es va graduar en la carrera d'art a la Universitat de Pittsburgh i més tard va realitzar un postgrau de dos anys en Belles arts amb especialització en Literatura creativa a la Universitat de Califòrnia, Irvine.

## Èxits inicials
La seva primera novel·la, titulada Els misteris de Pittsburg la va escriure amb motiu de la seva tesi en la UC, Irvine. Quan la va llegir el seu professor, el també escriptor MacDonald Harris, la va enviar un agent literari, qui li va proposar editar-la oferint-li la poc freqüent suma de 115.000 dòlars com a avançament. Els misteris de Pitsburg es va publicar en 1988, i ràpidament es va convertir en un best-seller als Estats Units, convertint a Chabon en una celebritat literària al seu país.
La seva ràpida popularitat li va reportar una oferta per protagonitzar un anunci publicitari de les tendes de moda Gap i la seva inclusió en la llista de les cinquanta persones més atractives que elabora la revista People, negant-se a participar en ambdues propostes.
En 1991 s'editaria una recopilació de relats curts titulada Un món model, molts dels quals van ser publicats amb anterioritat en la revista The New Yorker.

## La seva segona novel·la
Després de l'èxit dels misteris de Pittsburg, Chabon va passar cinc anys treballant en el seu segon projecte, al que va cridar Fountain City. Es tractava d'una ambiciosa obra que girava al voltant d'un arquitecte que construeix un camp de beisbol perfecte a Florida. Va escriure més d'1.500 pàgines que va acabar resumint en 672 per lliurar-les-hi al seu agent, qui després de llegir-les no va donar el seu vistiplau a l'obra.
Després d'abandonar el projecte i passar per una petita crisi creativa, va començar a escriure la que seria definitivament la seva segona novel·la, Nois prodigiosos, en la qual es basaria en les seves experiències amb Fountain City per explicar la història d'un escriptor frustrat que passa diversos anys escrivint una novel·la. L'any 2000 va ser estrenada l'adaptació cinematogràfica d'aquesta obra, dirigida per Curtis Hanson i protagonitzada per Michael Douglas, Tobey Maguire i Frances McDormand; Bob Dylan va obtenir l'Oscar per millor cançó original ("Things have changed") per aquesta pel·lícula.

## Obra recent
En 1999 va sortir a la venda la seva segona col·lecció de relats, titulada Joves homes llop, i un any després es va editar Les sorprenents aventures de Kavalier i Clay, una novel·la que tracta d'un dibuixant d'historietes i un escriptor ambientada en els inicis de la indústria del còmic als Estats Units, i que va ser guardonada amb el Premi Pulitzer a la millor obra de ficció en 2001.
Aprofitant l'èxit d'aquesta novel·la, Chabon va fer una incursió en el còmic amb una antologia de caràcter trimestral basada en El Escapista, personatge creat pels dos protagonistes de Les sorprenents aventures de Kavalier i Clay. La sèrie, que es va dir The Amazing Adventures of the Escapist va ser publicada en Dark Horse Comics i va guanyar en 2005 el Premi Eisner a la Millor Antologia i dos Premis Harvey a la Millor Antologia i a la Millor Sèrie Nova.
En 2003 es va publicar Summerland, una novel·la juvenil que va rebre crítiques dispars malgrat guanyar el Mythopoeic Fantasy Award i de convertir-se un èxit de vendes al seu país. El seu següent treball, titulat La solució final, es va publicar en 2005, i en ell narra una recerca duta a terme durant els últims anys de la Segona Guerra Mundial per un ancià del que no se sap el nom i que molt probablement podria ser Sherlock Holmes.
Chabon també ha escrit una novel·la que ha estat publicada en quinze capítols en la revista The New Yorker entre gener i maig de 2007 i que va portar per títol Gentlemen on the Road. Al maig del mateix any va sortir a la venda als EUA la seva última novel·la, El sindicat de policies jueus (The Yiddish Policemen's Union), en la qual l'escriptor conjectura sobre un fictici col·lapse d'Israel en 1948 que hagués portat als jueus europeus a establir-se a Alaska.

## Vida personal
Chabon va contreure matrimoni en 1987 amb la poeta Lollie Groth. Després de l'èxit de la seva primera novel·la, es va publicar en la revista Newsweek un article sobre els escriptors gais més prometedors, en el qual es va incloure per error a Chabon a causa de la bisexualitat del protagonista del seu llibre. Posteriorment, l'escriptor declararia al New York Times la seva alegria per aquest malentès, ja que gràcies a ell es va guanyar la fidelitat del públic gai. El seu matrimoni amb Groth acabaria en 1991 a causa dels problemes que van comportar el seu primerenc èxit.
Dos anys més tard es casaria amb la també escriptora Ayelet Waldman, amb la qual es va establir definitivament en Berkeley, Califòrnia i amb la qual ha tingut quatre fills.

### Novel·les
- The Mysteries of Pittsburgh (1988)
- Wonder Boys (1995)
- The Amazing Adventures of Kavalier & Clay (2000). Premi Pulitzer de ficció i finalista del Premi del Cercle de Crítics Nacional del Llibre.
- The Final Solution (2004)
- El sindicat de policies jueus (The Yiddish Policemen's Union, 2007), publicada en català per Amsterdam Llibres en 2008. Premi Nebula, Premi Hugo, Premi Locus, Premi Sidewise i Premi Ignotus.
- Gentlemen of the Road (2007). Publicada en 50 lliuraments en el The New York Times Magazine.
- Avinguda Telegraph (Telegraph Avenue, 2012), amb traducció d'Alexandre Gombau Arnau, publicada en català per Amsterdam Llibres en 2013.

### Llibres de relats
- A Model World and Other Stories (1991)
- Werewolves in Their Youth (1999)

### Novel·la juvenil-adulta
- Summerland (2002)

### Llibre infantil
- The Astonishing Secret of Awesome Man, amb il·lustracions de Jake Parker (2011)

### Col·lecció d'assajos
- Maps and Legends (2008)
- Manhood for Amateurs (2009)